# GFW 동창생
GFW 동창생(GFW Alumni)는 예전에 GFW에서 활약했던 레슬러들이다.

## GFW 동창생

### 남성 레슬러
- 앤드류 애버렛
- 스캇 홀
- 덕 갤로우스
- 자니 가르가노
- 칼 앤더슨
- 토마소 치암파
- 무스
- 영 벅스
- PJ 블랙
- 사나다 세이야

### 여성 레슬러
- 씨아 트리니다드

## 같이 보기
- 글로벌 포스 레슬링